# Путильський район
Пути́льський райо́н — колишній район Чернівецької області України. Адміністративний центр — смт Путила. Населення становить 25 799 (на 1 лютого 2012 року).

## Географія

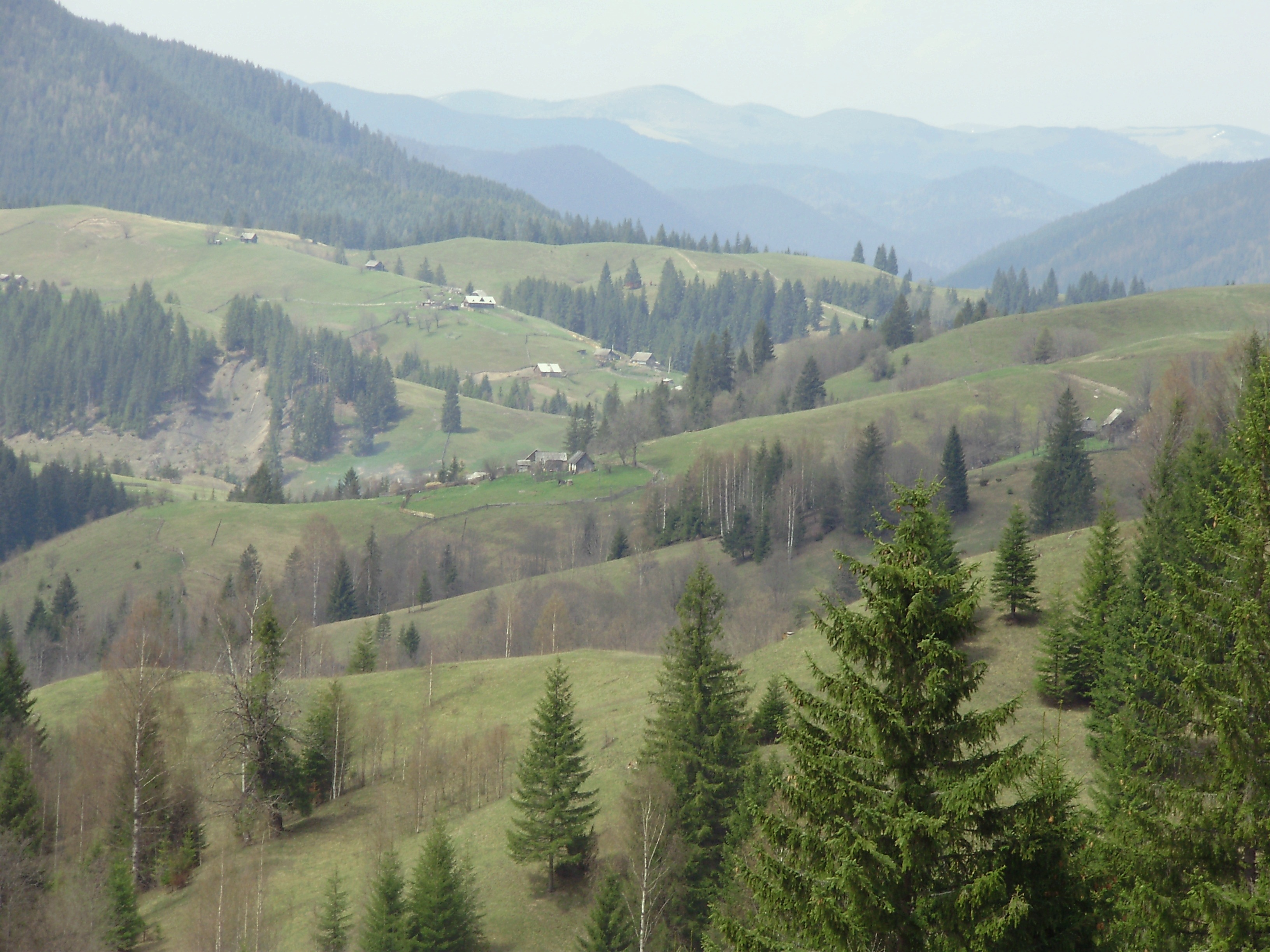
Краєвид у Путильському районі (масив Яловичорські гори)

Путильський район розташований у південно-західному регіоні області, на кордоні з Румунією, в одній з найвищих частин Українських Карпат. Відстань до обласного центру, Чернівців, становить 120 км. Район має пряме сполучення із сусідньою Румунією через два пропускні пункти, один з яких надає можливість переїзду легковим транспортом. 
Близько 63 % території району покрито лісами. Панівними породами є: ялина, смерека та бук. У лісах краю росте понад 50 видів рослин, зокрема, арніка гірська, медунка лікарська, звіробій, лілія лісова, едельвейс. 
Тваринний світ району характеризується великою різноманітністю. В лісах водяться карпатський олень, ведмідь, сарна, дикий кабан, лисиця, вивірка, їжак, борсук, заєць. З птахів трапляються ластівка, синиця, дятел, голуб, сова, снігур. 
Серед гір у мальовничій долині лежить селище міського типу Путила, де протікає річка Путилка — найбільша притока Черемошу. 
За характером рельєфу більшість території Путильщини — гірська частина, розташована на крайньому південному заході області. Північна і північно-східна частина району лежить у межах Покутсько-Буковинських Карпат, центральну частину району з північного заходу на південний схід перетинає Верховинсько-Путильське низькогір'я, а в південній та південно-західній частині розкинулись хребти Яловичорських гір. Тут є найвищі точки Буковинських Карпат — гори Яровиця (1574 м), Жупани (1488 м), Чорний Діл (1452 м), Лунгуль (1377 м).

## Населення
Розподіл населення за віком та статтю (2001):
| Стать | Всього | До 15 років | 15-24 | 25-44 | 45-64 | 65-85 | Понад 85 |
| --- | ------ | ----------- | ----- | ----- | ----- | ----- | -------- |
| Чоловіки | 12 319 | 3216        | 2038  | 3807  | 2093  | 1123  | 42       |
| Жінки | 13 032 | 3114        | 1859  | 3440  | 2650  | 1862  | 107      |
| \| Статево-вікова піраміда \| Статево-вікова піраміда \| Статево-вікова піраміда \| \| ----------------------- \| ----------------------- \| ----------------------- \| \| Чоловіки \| Вік \| Жінки \| \| 42 \| 85 + \| 107 \| \| 85 \| 80-84 \| 188 \| \| 242 \| 75-79 \| 408 \| \| 352 \| 70-74 \| 581 \| \| 444 \| 65-69 \| 685 \| \| 488 \| 60-64 \| 723 \| \| 379 \| 55-59 \| 532 \| \| 531 \| 50-54 \| 689 \| \| 695 \| 45-49 \| 706 \| \| 955 \| 40-44 \| 879 \| \| 878 \| 35-39 \| 788 \| \| 906 \| 30-34 \| 843 \| \| 1068 \| 25-29 \| 930 \| \| 1107 \| 20-24 \| 906 \| \| 931 \| 15-20 \| 953 \| \| 1154 \| 10-14 \| 1175 \| \| 1089 \| 5-9 \| 1020 \| \| 973 \| 0-4 \| 919 \| |        |             |       |       |       |       |          |
| Статево-вікова піраміда |        |             |       |       |       |       |          |
| Чоловіки | Вік    | Жінки       |       |       |       |       |          |
| 42 | 85 +   | 107         |       |       |       |       |          |
| 85 | 80-84  | 188         |       |       |       |       |          |
| 242 | 75-79  | 408         |       |       |       |       |          |
| 352 | 70-74  | 581         |       |       |       |       |          |
| 444 | 65-69  | 685         |       |       |       |       |          |
| 488 | 60-64  | 723         |       |       |       |       |          |
| 379 | 55-59  | 532         |       |       |       |       |          |
| 531 | 50-54  | 689         |       |       |       |       |          |
| 695 | 45-49  | 706         |       |       |       |       |          |
| 955 | 40-44  | 879         |       |       |       |       |          |
| 878 | 35-39  | 788         |       |       |       |       |          |
| 906 | 30-34  | 843         |       |       |       |       |          |
| 1068 | 25-29  | 930         |       |       |       |       |          |
| 1107 | 20-24  | 906         |       |       |       |       |          |
| 931 | 15-20  | 953         |       |       |       |       |          |
| 1154 | 10-14  | 1175        |       |       |       |       |          |
| 1089 | 5-9    | 1020        |       |       |       |       |          |
| 973 | 0-4    | 919         |       |       |       |       |          |

Національний склад населення за даними перепису 2001 року:
| Національність | Кількість осіб | Відсоток |
| -------------- | -------------- | -------- |
| українці       | 25182          | 99,33 %  |
| росіяни        | 98             | 0,39 %   |
| молдовани      | 20             | 0,08 %   |
| румуни         | 19             | 0,07 %   |
| білоруси       | 10             | 0,04 %   |
| інші           | 23             | 0,09 %   |

Мовний склад населення за даними перепису 2001 року:
| Мова       | Кількість осіб | Відсоток |
| ---------- | -------------- | -------- |
| українська | 25218          | 99,47 %  |
| російська  | 94             | 0,37 %   |
| молдовська | 15             | 0,06 %   |
| румунська  | 10             | 0,04 %   |
| інші       | 15             | 0,06 %   |

Населення району станом на січень 2015 року становило 26 224 осіб, з них міського — 3 414 (власне Путила), сільського — 22 810 осіб.

## Адміністративний устрій
Район адміністративно-територіально поділяється на 1 селищну раду та 13 сільських рад, які об'єднують 51 населений пункт та підпорядковані Путильській районній раді.

## Економіка
Складний гірський рельєф дозволяє розвивати переважно тваринництво, лісопереробну і харчову промисловість. Тут вирощують велику рогату худобу м'ясо-молочного напрямку, овець, коней. Працюють підприємства з переробки молока і м'яса. Виробляють споконвічні гуцульські вироби — ліжники, які відомі далеко за межами краю. 
Район багатий на цегельно-черепичну сировину, поклади мармуру, джерела мінеральних вод, родовища яких виявлені в селі Довгопілля, смт Путилі та в селі Сарата.

## Природно-заповідний фонд

### Національні природні парки
Черемоський (загальнодержавного значення).

### Іхтіологічні заказники
Черемоський.

### Карстово-спелеологічні заказники
Молочнобратський карстовий масив (загальнодержавного значення).

### Ландшафтні заказники
Буковинські водоспади, Чорний Діл (загальнодержавного значення).

### Лісові заказники
Боргиня.

### Ботанічні пам'ятки природи
Арніка, Буковинка, Ділянка арніки гірської, Жупани, Ялинова ділянка.

### Геологічні пам'ятки природи
Водоспад «Бисків», Водоспад «Гук Сучавський», Водоспад «Кізя», Водоспад «Поркулин», Водоспад «Сіручок», Буковинські водоспади, Водоспад «Лужки», Яловичерський водоспад, Дихтинецька стінка, Закам'яніла Багачка, Камінь «Жаба», Киселицька стінка, Петрашівська стінка, Печера Довбуша, Скеля «Камінь Довбуша», Скеля «Протяте Каміння», Тарничка, Тораківська стінка.

### Гідрологічні пам'ятки природи
Джерело «Сарата-1», Джерело «Сарата-2» • Джерело «Сарата-3», Озеро «Гірське Око», Сергіївська мінеральна.

### Комплексні пам'ятки природи
Білий Потік, Німчич, Смереки на садибі Лук'яна Кобилиці.

### Заповідні урочища
Павлюково, Товарниця.

## Пам'ятки історії та культури
Путильщина є одним із найкрасивіших місць України — мальовничі гірські ландшафти, річка Путилка, притока Черемоша, численні гірські струмки і джерела мінеральних вод, чаруюча краса лісів і гірських лугів, багатих на мисливську фауну, гриби і ягоди. Населяють Путильський край гуцули — народ з багатою культурно-історичною спадщиною. Існує прислів'я: «На кожного гуцула є своя легенда». 
Важливе місце в історичній спадщині району займають пам'ятки історії та культури, яких в районі понад 20, зокрема:
- печера Олекси Довбуша — історичний доказ подій 30-40 років XVIII століття;
- перевал Німчич на стику трьох районів — Путильського і Вижницького Чернівецької області та Косівського Івано-Франківської області. З перевалу відкривається широка панорама гірської долини, де протікає бурхлива річка Черемош;
- в селі Усть-Путила є скеля «Кам'яна Багачка» або Заклята Скеля, про яку на Путильщині живуть легенди;
- в смт Путила розташований музей-садиба українського літературного діяча Юрія Федьковича. У будинок, побудованому на початку XVIII століття, розміщена літературна експозиція музею. За 60 метрів від музею-садиби стоїть Свято-Миколаївська церква 1886 року, під будівництво якої Юрій Федькович виділив землю;
- в селі Галицівка, що стоїть на самому кордоні з Румунією, є одна з найдавніших дерев'яних споруд — церква XVII століття, зроблена без жодного цвяха.

Щорічно кожної останньої неділі травня в Путилі проводиться традиційне свято «Виходу на Полонини».

## Політика
25 травня 2014 року відбулися Президентські вибори України. У межах Путильського району було створено 28 виборчих дільниць. Явка на виборах складала — 67,01% (проголосували 12 722 із 18 985 виборців). Найбільшу кількість голосів отримав Петро Порошенко — 40,83% (5 194 виборців); Юлія Тимошенко — 31,94% (4 064 виборців), Олег Ляшко — 12,38% (1 575 виборців), Анатолій Гриценко — 3,72% (473 виборців). Решта кандидатів набрали меншу кількість голосів. Кількість недійсних або зіпсованих бюлетенів — 1,82%.